# Łazariewo (obwód włodzimierski)
Łazariewo (ros. Лазарево) – wieś (sieło) w Rosji, w obwodzie włodzimierskim, w rejonie muromskim. W 2010 liczyła 274 mieszkańców.